# Робінія
Робінія — рід дерев або кущів родини бобових. Походить з Північної Америки. Культивують як декоративні та медоносні рослини. Найпоширеніший вид — робінія звичайна (Robinia pseudoacacia) (відома як акація звичайна або біла акація).

## Види
- Robinia boyntonii
- Robinia elliottii
- Robinia hartwegii (R. viscosa var. hartwegii)
- Robinia hispida
- Robinia kelseyi
- Robinia luxurians
- Robinia nana
- Robinia neomexicana
- Robinia pseudoacacia — робінія звичайна
- Robinia viscosa — робінія клейка

Культивується також декоративні гібриди з різних видів робінії.